# Lijsbettepolder
De Lijsbettepolder is een polder ten zuiden van Nieuwvliet, behorende tot de Polders van Cadzand, Zuidzande en Nieuwvliet.
De Lijsbettepolder werd ingedijkt in 1556. De gebroeders Pieter en Claes de Meulenaere worden als bedijkers genoemd.
De langgerekte polder, waarvan een deel der dijken geslecht is, meet 49 ha, en aan de rand ervan ligt de buurtschap Ter-Moere.
De polder wordt begrensd door de Bruggendijk, de Sint Jorisdijk en Ter Moere 1.